# 현미경

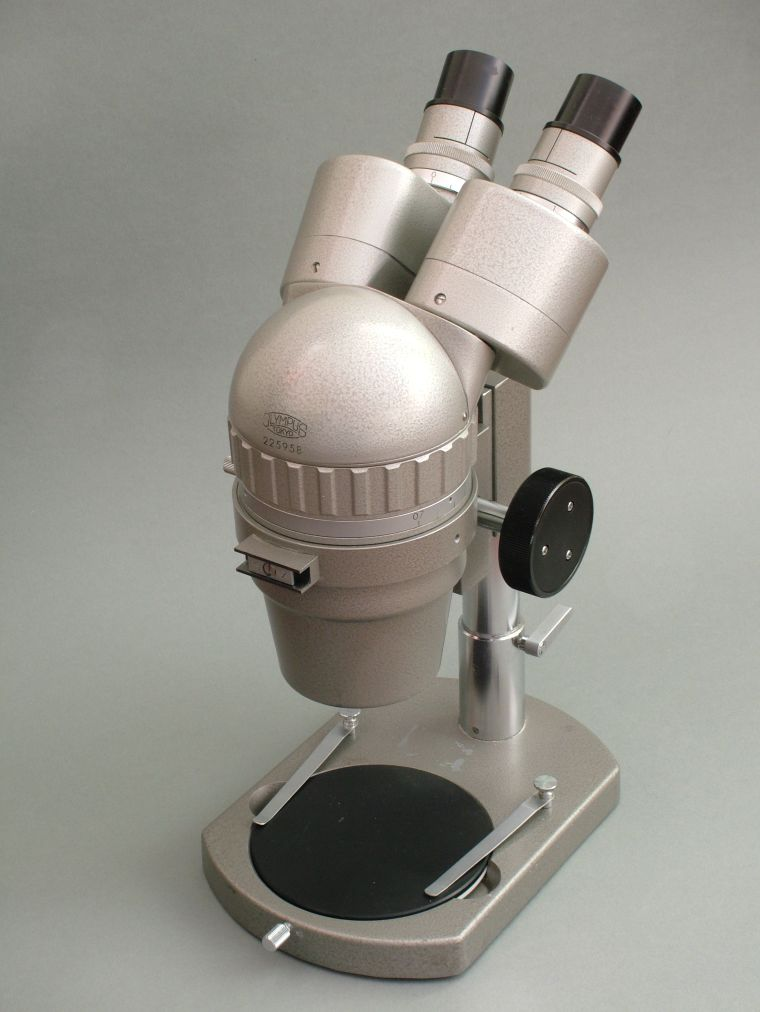
실체 현미경

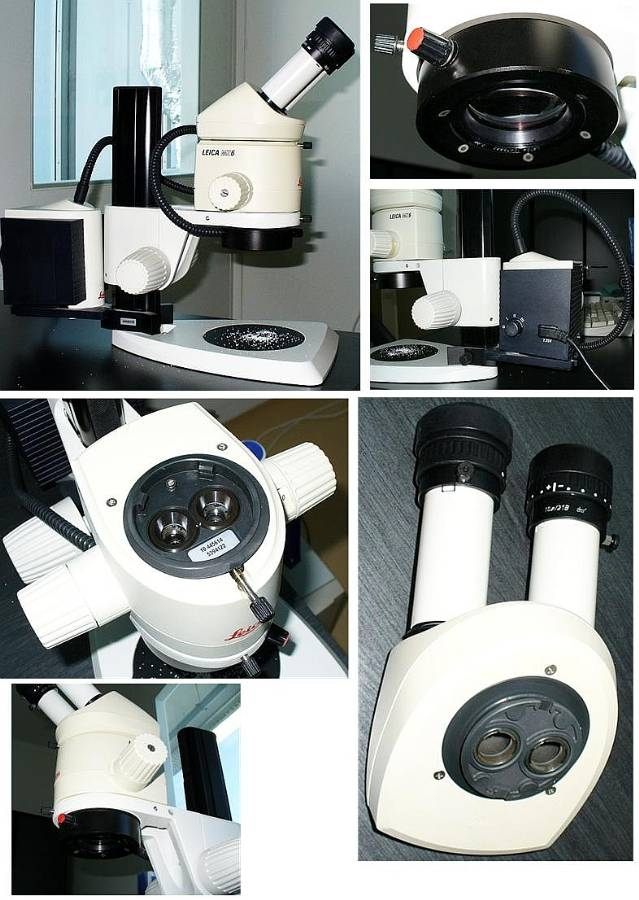
입체 현미경

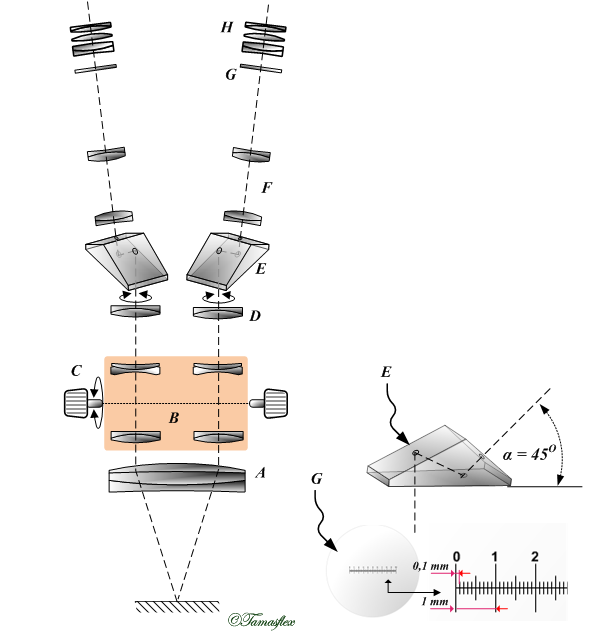
현대의 입체 현미경 광학 디자인.
A - Objective B - Galilean telescopes (rotating objectives)
C - Zoom control D - Internal objective E - Prism
F - Relay lens G - Reticle H - Eyepiece

현미경(한자: 顯微鏡, 영어: microscope)은 눈으로는 볼 수 없을 만큼 작은 물체나 물질을 확대하여 관찰하는 장치이다. 일반적으로 '현미경'이라 하면 광학 현미경을 가리키는 경우가 많다. 대물렌즈, 접안렌즈, 조명 장치 따위로 된 광학 현미경 외에 금속 현미경, 위상차 현미경, 편광 현미경, 적외선 현미경, 자외선 현미경, 전자 현미경 등이 있다. 제1세대 광학 현미경, 제2세대 전자 현미경, 제3세대 원자 현미경으로 발전했다.

## 역사
현미경에 관한 기록은 AD 1000년경 그리스와 로마시대의 렌즈의 사용때부터이다. 미세한 사물을 확대하기 위하여 렌즈를 사용하였지만 현재로서는 그 기원을 밝히기에는 기록이 부족하다. 다만 현재의 현미경과 같은 구조를 지닌 현미경(Multiple lens)을 발명한 사람은 1590년대의 네덜란드인 얀센(Zacharias Jansen)과 John Lipperhey이다. 당시의 발명품은 주로 해양탐사를 위해 사용되어 그 형태는 망원경의 모습을 하고 있었다.
이후에 현미경 기술에 지대한 발전을 미친것이 바로 렌즈의 가공 기술인데 반세기 후의 현미경은 17세기 네덜란드인 안토니 판 레이우엔훅(Anthony van Leeuwenhoek :1632 ~ 1723)와 영국인 로버트 훅 (Robert Hooke :1635 ~ 1703)에 의해 현재의 현미경의 모태가 되었으며 이들은 짧은 초점거리(焦點距離, focal length - 렌즈의 중심축과 초점이 맺히는 부분까지의 거리)를 지닌 렌즈가 배율을 결정짓는 중요한 요소라는 것을 발견하였다. 그들은 또한 순도가 높은 석영을 가공하여 유리를 만들어 렌즈를 제조하였으며 현미경 화상을 불명확하게 만드는 색수차(chromatic aberration - 빛이 지니고 있는 각각의 고유한 파장 때문에 생기는 현상)도 발견하게 된다. 색수차에 관해서는 다음에 나오는 렌즈의 특성에서 설명되어 있다.
1758년 존 달라드 (John Dollard)는 색수차 현상을 제거시킨 색지움 렌즈(achromatic lens)를 특허 신청했으며 1930년대까지 대부분의 현미경에서 achromatic lens를 사용하게 된다. 17세기 이후 1882년부터 독일의 광학 기술자인 칼자이스(Carl Zeiss)가 렌즈 가공기술을 개발하면서부터 현미경의 기술이 급속도로 발전하게 되었다. 이후 20세기에 들어서면서 의학,재료,금속,신소재,환경등 수많은 분야에서 현미경이 쓰여져 과학과 의학분야에서 눈부신 활약을 하게 된다. 최근에는 반도체, 신소재 분야에서 표본의 미세구조를 관찰하고 측정하는데 사용되기도 한다.

## 원리
현미경은 원래 2개의 렌즈의 결합으로 구성되어 있다. 대물렌즈는 초점거리가 극히 짧은 렌즈이며 물체가 확대된 실상을 만들고, 접안렌즈는 그것을 보는 확대경이다. 대물렌즈는 물체를 대한다고 해서 대물렌즈이고, 접안렌즈는 눈과 접해 있다 하여 접안렌즈라고 한다. 대물렌즈와 접안렌즈는 1개의 원통의 양단에 장치되며, 그 원통의 길이는 기계통 길이라고 불린다. 현미경의 배율은 대물렌즈의 배율과 접안렌즈의 배율을 곱하여 셈할 수 있으며, 그 배율의 수치는 렌즈에 새겨져 있다.
현미경의 능력은 그 배율과 식별할 수 있는 최소의 간격, 즉 분해능으로 결정된다. 이 크기는 빛의 회절에 의해 결정되며, 분해능(d)은 다음과 같은 식으로 구할 수 있다.
이 중 n은 굴절률(refractive index)이고, λ는 사용하는 광선의 파장이다. α는 대물렌즈에 입사하는 광선과 렌즈의 광축의 최대각이다. 또한 여기서 {\displaystyle n\sin \alpha }는 개구수(numerical aperture)라고 하며, 대물렌즈의 원통에 배율과 함께 새겨져 있다.
현미경은 확대율이 크기 때문에 상이 어두워서 특별한 조명장치가 필요하다. 생물 표본 등의 투과성이 있는 물체에 대해서는 재물대 밑에 집광렌즈를 두어 투과조명을 하게 마련이지만 쇠붙이 등의 불투명한 표본인 경우에는 대물렌즈를 집광렌즈에 대응하여 반사조명을 하게 된다.

## 구조
- 경통 - 접안렌즈와 대물렌즈를 연결하는 원통이며 대물렌즈로 들어오는 빛이 지나가는 통로이다.
- 조동나사 - 경통 또는 재물대를 위아래로 크게 움직이며 상을 찾는데 사용된다. 프레파라트와 대물렌즈 사이를 조절한다.
- 미동나사 - 초점을 정확하게 맞출 때 사용된다.
- 접안렌즈- 눈으로 들여다보는 렌즈로 저배율일수록 길이가 길다. 경통의 위쪽에서 빼어 교환한다.
- 대물렌즈 - 프레파라트에 접하는 렌즈로 저배율일수록 길이가 짧다. 회전판을 돌려서 교환한다.
- 회전판 - 보통 대물렌즈가 세 개일 경우 배율을 바꿀 때 사용한다.
- 재물대 - 프레파라트를 올려 놓는 판으로 중앙에 구멍이 뚫려 있어 빛이 통과된다.
- 조리개(집광기) - 렌즈로 들어오는 빛의 양과 조리개 구멍의 크기를 조절하여 상의 밝기를 조절하는 장치이다.
- 클립 - 재물대 위에 있으며 프레파라트가 움직이지 않게 고정하는 장치이다.
- 반사경 - 빛을 반사시켜 대물렌즈로 보내는 거울 역할을 한다. 한 쪽은 평면거울, 다른 쪽은 오목거울로 되어 있다. 거울 대신 전등으로 대체하기도 한다.
- 프레파라트 - 관찰하려는 재료를 슬라이드글라스와 커버글라스 사이에 넣어 만든 표본이다.
- y축 나사 x축 나사 - 재물대를 이동 시키는 나사
- 표본 파손 방지장치 - 표본이 파손되는것을 방지한다.

## 사용법
사용법은 다음과 같다.
1. 접안 렌즈를 들여다보면서 시야가 가장 밝게 보이도록 반사경을 움직인다.
2. 프레파라트를 재물대 위에 올려 놓고, 클립으로 슬라이드 글라스를 고정시킨다.
3. 옆으로 보면서 조동나사를 돌려 재물대를 위로 올린다. 이어서 접안 렌즈를 들여다보면서 재물대를 천천히 내려 가며 선명하게 보이는 곳에서 멈춘다. 미동나사를 이용하여 더 자세히 초점을 맞춘다.
4. 초점이 안 맞으면 대물렌즈를 바꾸어 초점을 맞추어 본다.
5. 선명하게 보일 때 프레파라트를 조심스럽게 움직여 관찰할 곳을 찾는다.

## 종류
현미경은 기준에 따라 여러 종류로 나눌 수 있다.

### 사용 광선에 따른 분류
- 광학현미경 (Light Microscope)
  - 실체현미경(Stereo Microscope)
  - 형광현미경 (Fluorescence Microscope)
  - 레이저 주사 현미경 (Laser Scanning Microscope)
  - 공초점 레이저 주사 현미경(Confocal Laser Sanning Microscope)
- 전자현미경 (Electron Microscope)
  - 투과전자현미경 (TEM)
  - 주사전자현미경 (SEM)
- 주사 프로브 현미경 (SPM)
  - 원자간력 현미경 (AFM)
  - 주사 터널링 현미경 (STM)
  - 주사 근접장 광학현미경 (SNOM)
- X선 현미경
- 초음파 현미경
- 버츄얼 현미경

### 위상차현미경
위상차현미경은 굴절률이나 두께의 변화가 있는 무색의 투명 표본을 농담(濃淡)의 분포에 대한 상(像)으로서 관찰할 수 있으며, 염색 등의 번거로운 처리가 덜 필요하다.
이 장치에는 집광렌즈의 물체측 초점에 도넛 모양의 조리개를 두어 대물렌즈의 상측(像側) 초점에 생기는 조리개의 상에 1/4파장의 광로차가 나타나는 위상판(位相板)이 놓여 있다. 표본을 그냥 지나온 빛은 이 위상판을 통과하여 표본에서 굴절 혹은 회절된 빛은 위상판의 외부를 지나므로 양자 사이에 생긴의 위상차에 의하여 농담의 상을 얻게 된다

### 실체현미경
실체현미경은 외부 광원에 의해 반사된 상(像)으로서 관찰할 수 있으며, 해부, 수술 중의 외부 구조를 관찰하는 데 사용된다.
배율은 10~100배 정도로 세포내부의 구조를 관찰하는 데에는 적절하지 않다.

## 사진

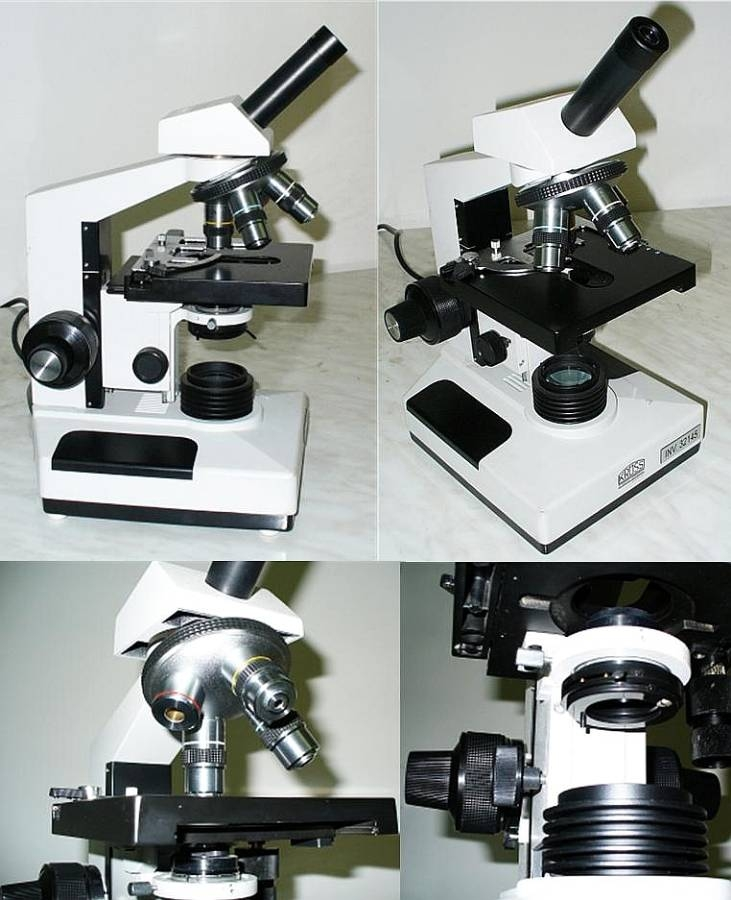
연구실 현미경
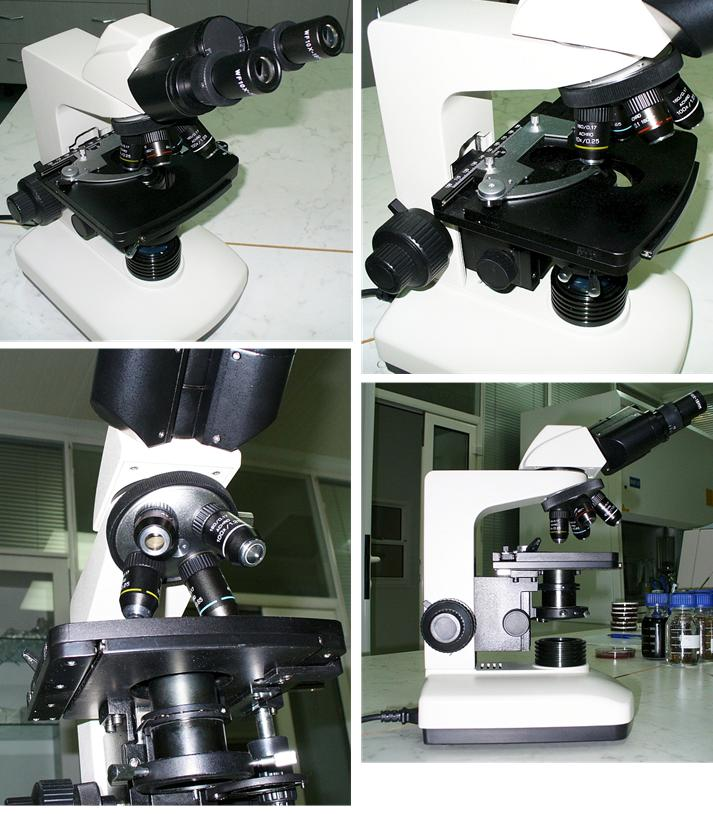
연구실 쌍안 현미경
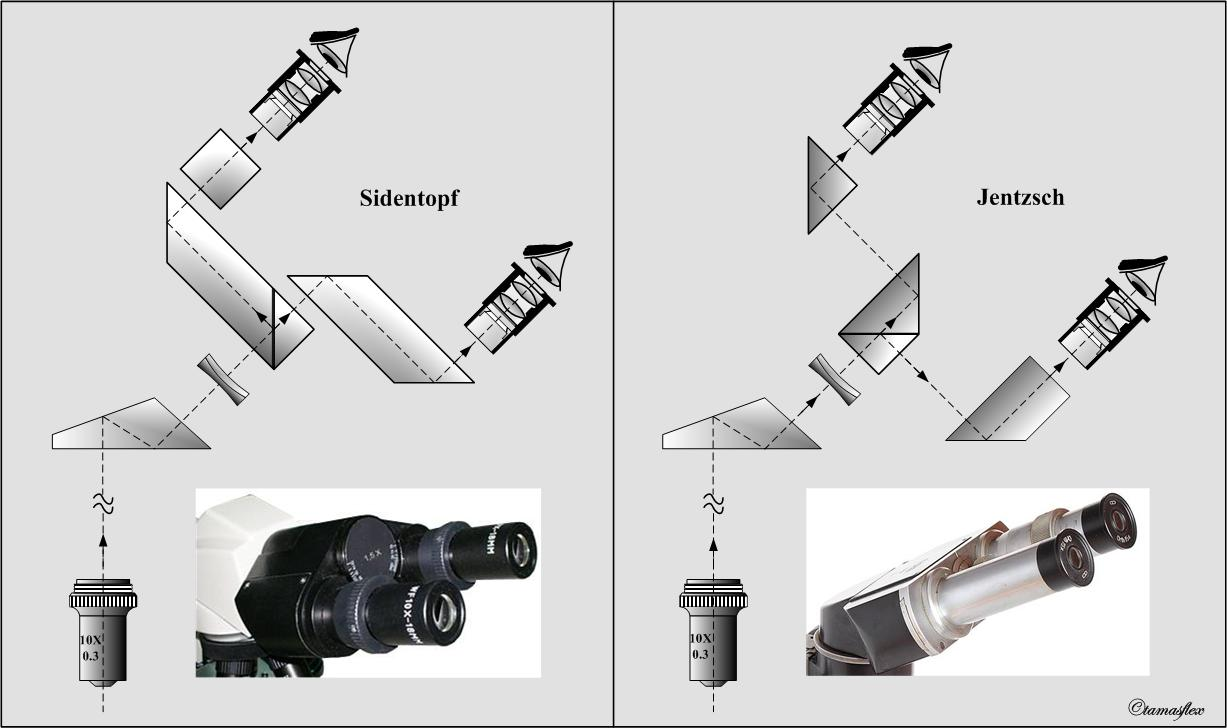
양안 현미경
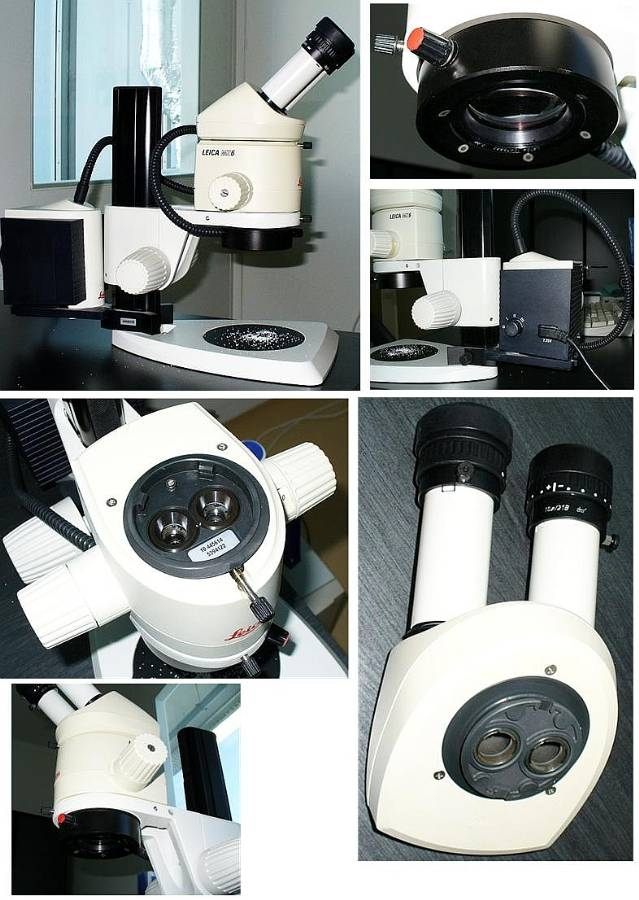
양안 현미경
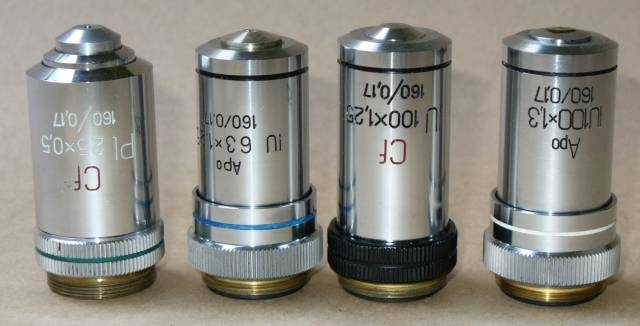
현미경 대물렌즈
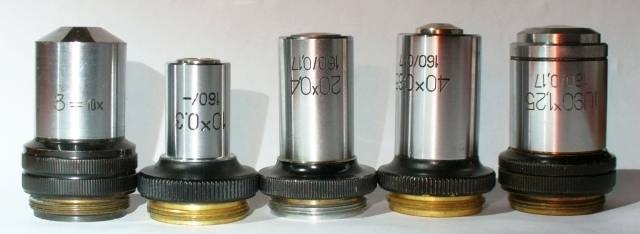
현미경 대물렌즈
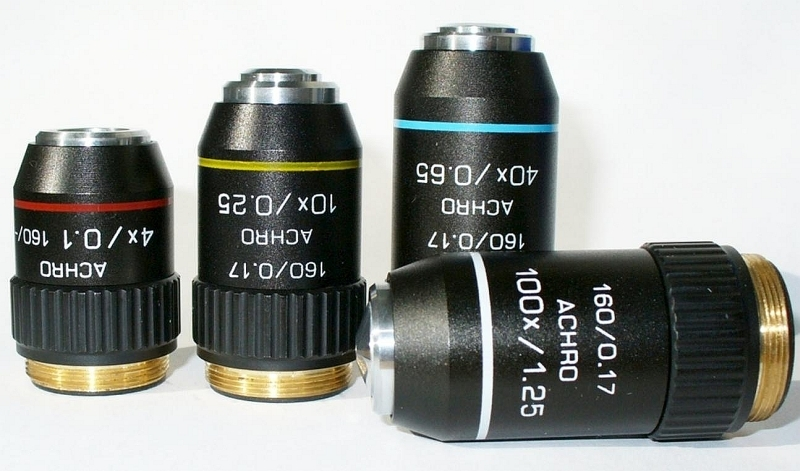
현미경 대물렌즈
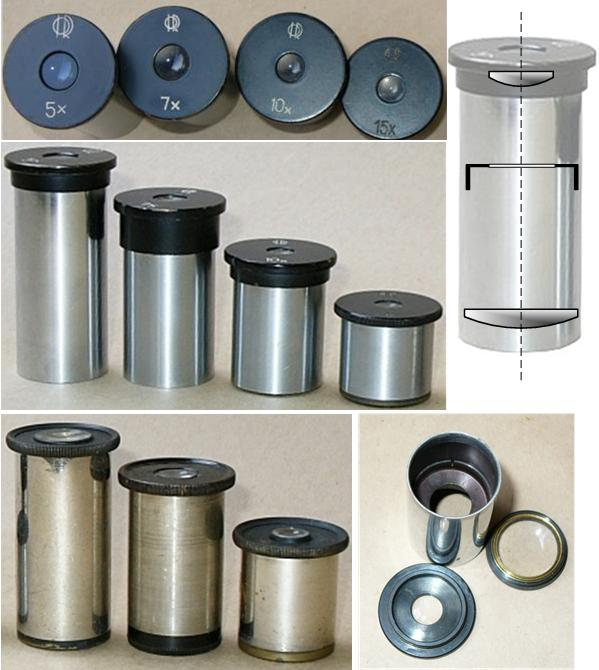
현미경 접안렌즈
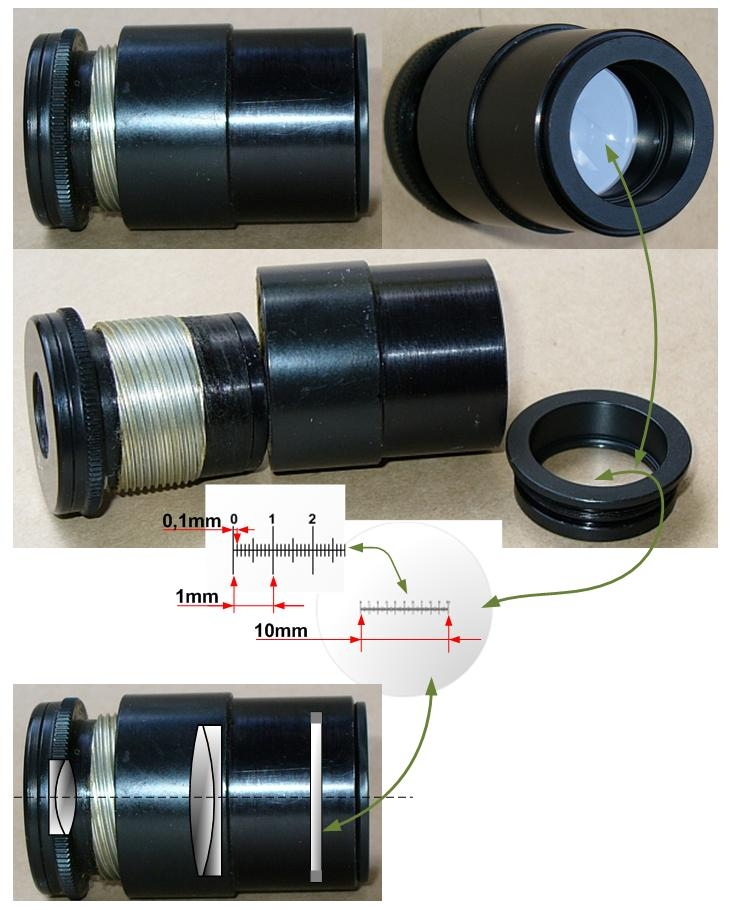
현미경 계측 접안렌즈
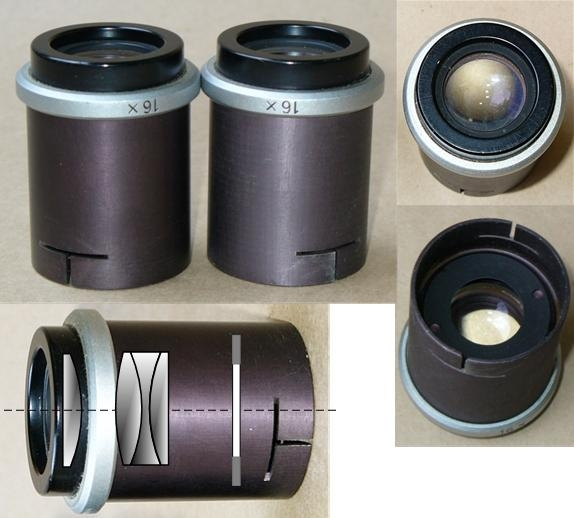
양안 현미경 접안렌즈
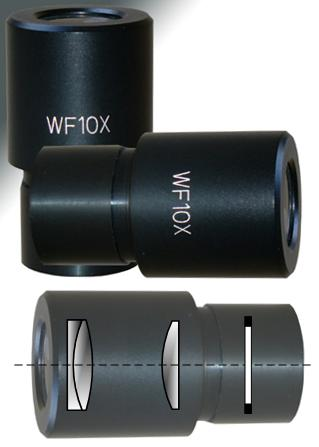
현미경 접안렌즈
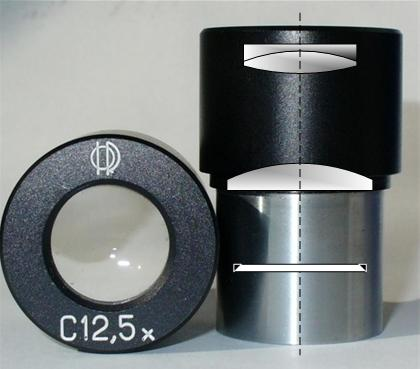
현미경 접안렌즈

## 현미경의 기계부

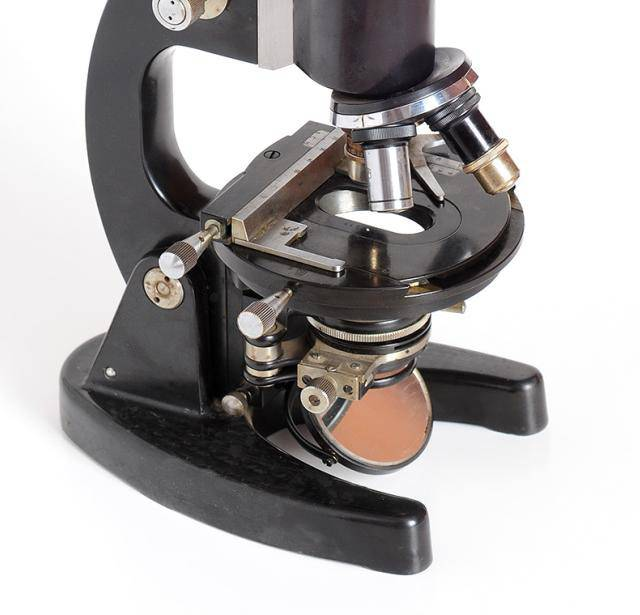
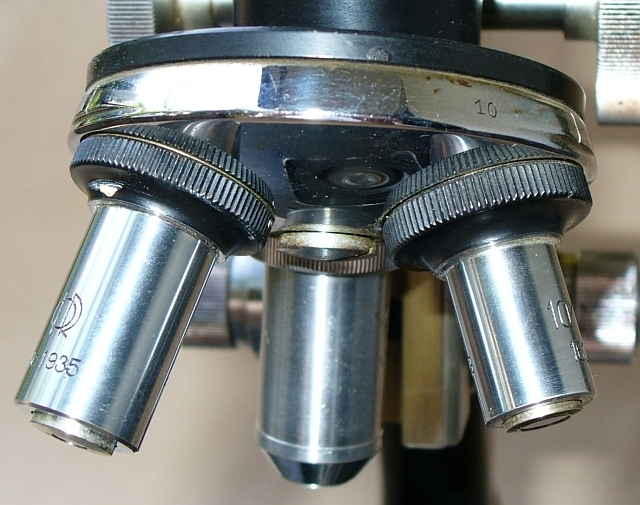
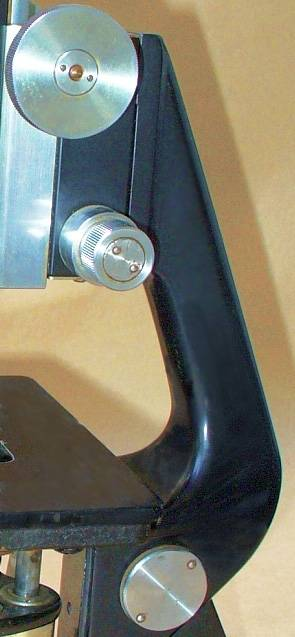
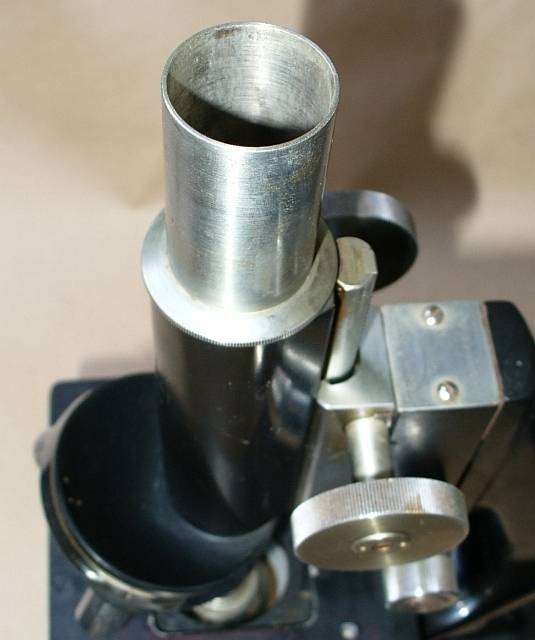
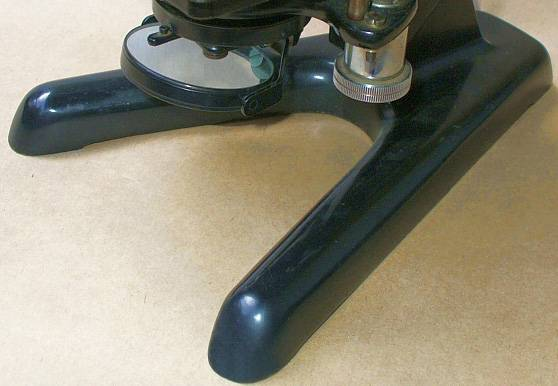
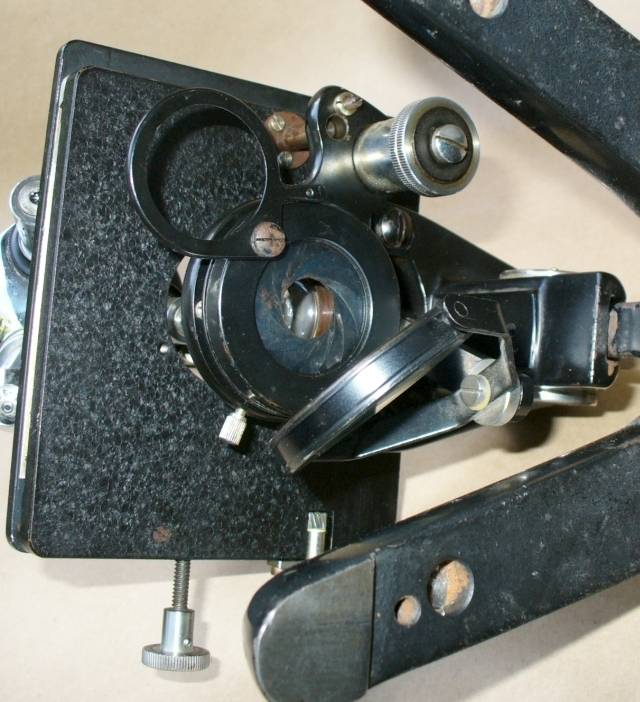
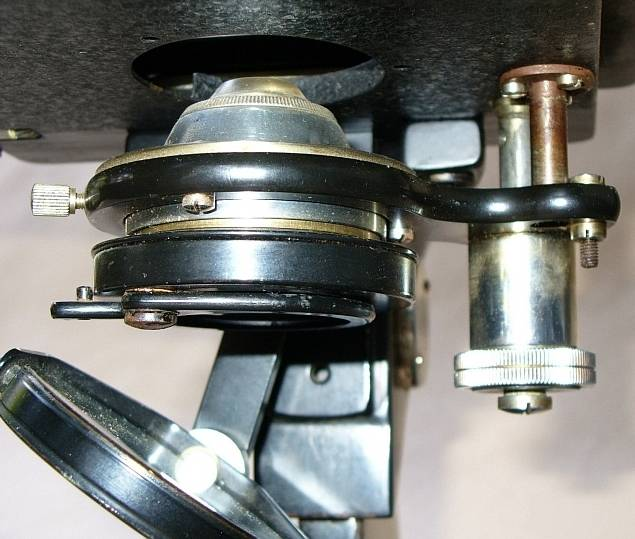
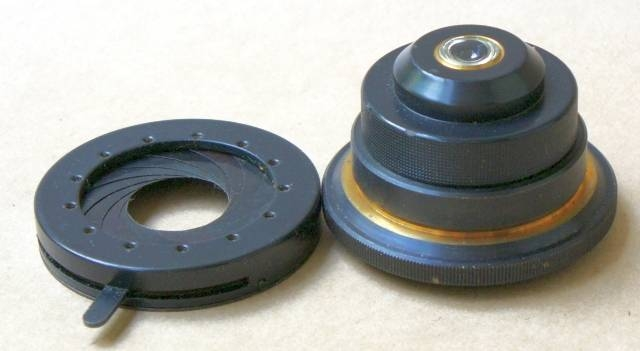
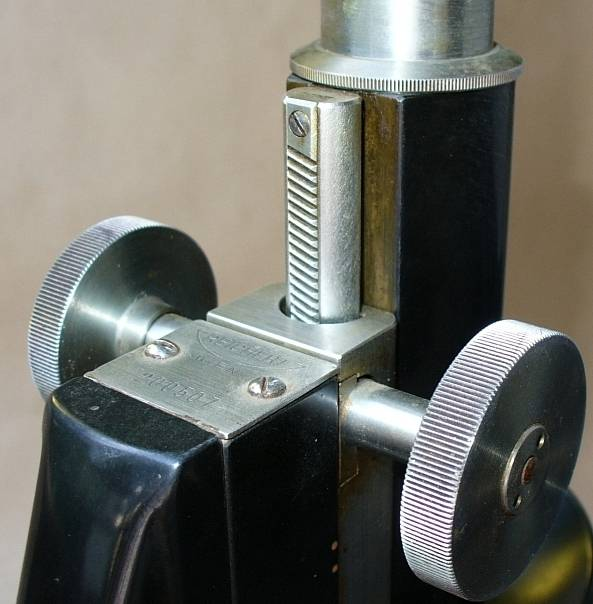
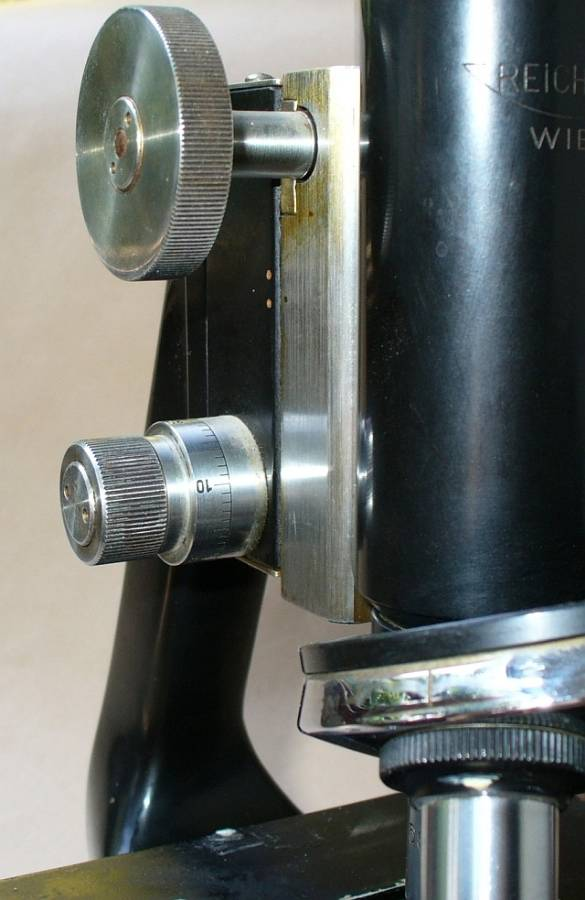
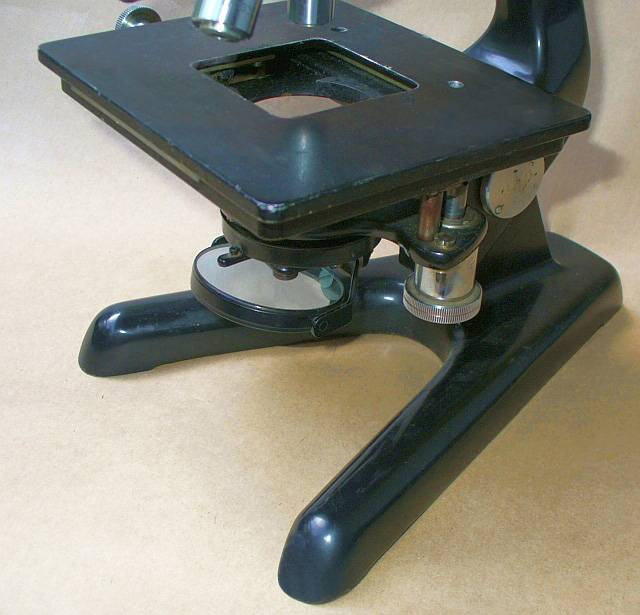

## 같이 보기
- 망원경
- 안톤 판 레이우엔훅
- 분해능
- 응집물질물리학
- 현미경 연대표

## 참고 문헌
- 이 문서에는 다음커뮤니케이션(현 카카오)에서 GFDL 또는 CC-SA 라이선스로 배포한 글로벌 세계대백과사전의 내용을 기초로 작성된 글이 포함되어 있습니다.